# Georges Montforez
Œuvres principales
Les Enfants du marais
Georges Montforez, né Georges Montardre le 23 décembre 1921 à Châu Dôc (Cochinchine, Indochine française) et mort le 18 mars 1974 à Firminy (Loire), est un romancier et nouvelliste français.

## Biographie[1]
Georges René Montardre, est le fils d'Étienne Montardre (1880-1936), commis des PTT à Cap Saint-Jacques et d'Eugénie Chailloux (1888-1949). Ses parents sont originaires de Roanne (Loire).
Eugénie Montardre alors veuve d'un fonctionnaire décédé en Indochine française, se voit accorder par l'État français le droit de gérer un bureau de tabac situé aux Canaux à Riorges dans la Loire (le bureau de tabac existe encore aujourd’hui). Georges Montardre et ses deux sœurs aînées Yvonne (1911-1995) et Georgette (1919-2012) passeront toute leur enfance au bureau de tabac tenu par leur mère.
Il fait ses études secondaires au lycée Jean-Puy à Roanne. Après ses études, il souhaite se consacrer à l'écriture, mais pendant la Seconde Guerre mondiale, il fait partie de la classe d'âge qui doit partir au Service du travail obligatoire (STO) en Allemagne, Georges Montardre sera finalement exempté du STO, car il rentre en 1943 aux PTT comme facteur.
Le 23 décembre 1944, il épouse Marie Dupas (1922-2002), de ce mariage naîtra une fille Hélène Montardre en 1954, un garçon Claude Montardre et une autre fille Claire Montardre. En fonction des mutations des PTT, la famille vit entre Lyon (Rhône), Paris, Saint-Étienne (Loire), Marvejols (Lozère), Nantes (Loire-Atlantique), Loudun (Vienne), Issoire (Puy-de-Dôme) et enfin Firminy (Loire), où il termine sa carrière comme receveur des PTT.
En 1953, il publie son premier roman Blondépine, une histoire de rêves et de fantaisie. En 1958, il raconte ses souvenirs de jeunesse passés à Riorges, aux grands Marais et au faubourg Mulsant dans Les Enfants du marais, son roman le plus connu.
Georges Montardre publiera quatre autres romans jusqu’en 1963. Nouvelliste, il signe aussi des scénarios de bande dessinée et de nombreux contes pour enfants.

## Œuvres
- Blondépine, Paris, Plon, 1953, 223 p.
- Les Enfants du marais, Paris, Gallimard, coll. « Blanche », 1958, 293 p. ; réédition, Paris, Gallimard, coll. « Folio », no 3068, 1999, 295 p.  (ISBN 2-070-40767-5) ; réédition, Paris, France Loisirs, 1999, 295 p. (ISBN 2-744-12740-X)
- La Presqu'île Martin, Paris, Gallimard, coll. « Blanche », 1960, 311 p.  (ISBN 2-070-24561-6)
- L'Ombre d'un chêne, Paris, Gallimard, coll. « Blanche », 1961, 260 p.  (ISBN 2-070-24562-4)
- Le Pacte, Paris, Gallimard, coll. « Blanche », 1962, 211 p.  (ISBN 2-070-24563-2)
- La Glaisière, Paris, Gallimard, coll. « Blanche », 1963, 216 p.  (ISBN 2-070-24564-0)

## Filmographie
- 1999 : Les Enfants du marais, film français réalisé par Jean Becker, scénario et adaptation de Sébastien Japrisot d'après le roman éponyme, avec Jacques Gamblin, Jacques Villeret, André Dussollier et Michel Serrault.